# Müden (Aller)
Müden is een gemeente in de Duitse deelstaat Nedersaksen. De gemeente maakt deel uit van de Samtgemeinde Meinersen in het Landkreis Gifhorn. Müden (Aller) telt 5.334 inwoners.

## Plaatsen in de gemeente Müden
- Bokelberge
- Brenneckenbrück
- Dieckhorst
- Ettenbüttel
- Flettmar
- Gerstenbüttel
- Gilde
- Hahnenhorn
- Müden (Aller) (hoofdplaats)

## Monumenten
- Sint-Petruskerk, Müden

- Gemeinsame Normdatei: 4701003-4
- MusicBrainz: fc8d6b44-e78d-49f4-8308-d2531636eaa6
- Virtual International Authority File: 236129235
- WorldCat: E39PCjDpyfF84CXqC9fJ4Rydry

Adenbüttel · 
Barwedel · 
Bergfeld · 
Bokensdorf · 
Brome · 
Calberlah · 
Dedelstorf · 
Didderse · 
Ehra-Lessien · 
Gifhorn · 
Giebel gemeentevrij gebied · 
Groß Oesingen · 
Hankensbüttel · 
Hillerse · 
Isenbüttel · 
Jembke · 
Leiferde · 
Meine · 
Meinersen · 
Müden (Aller) · 
Obernholz · 
Osloß · 
Parsau · 
Ribbesbüttel · 
Rötgesbüttel · 
Rühen · 
Sassenburg · 
Schönewörde · 
Schwülper · 
Sprakensehl · 
Steinhorst · 
Tappenbeck · 
Tiddische · 
Tülau · 
Ummern · 
Vordorf · 
Wagenhoff · 
Wahrenholz · 
Wasbüttel · 
Wesendorf · 
Weyhausen · 
Wittingen